# Kriegsbraut

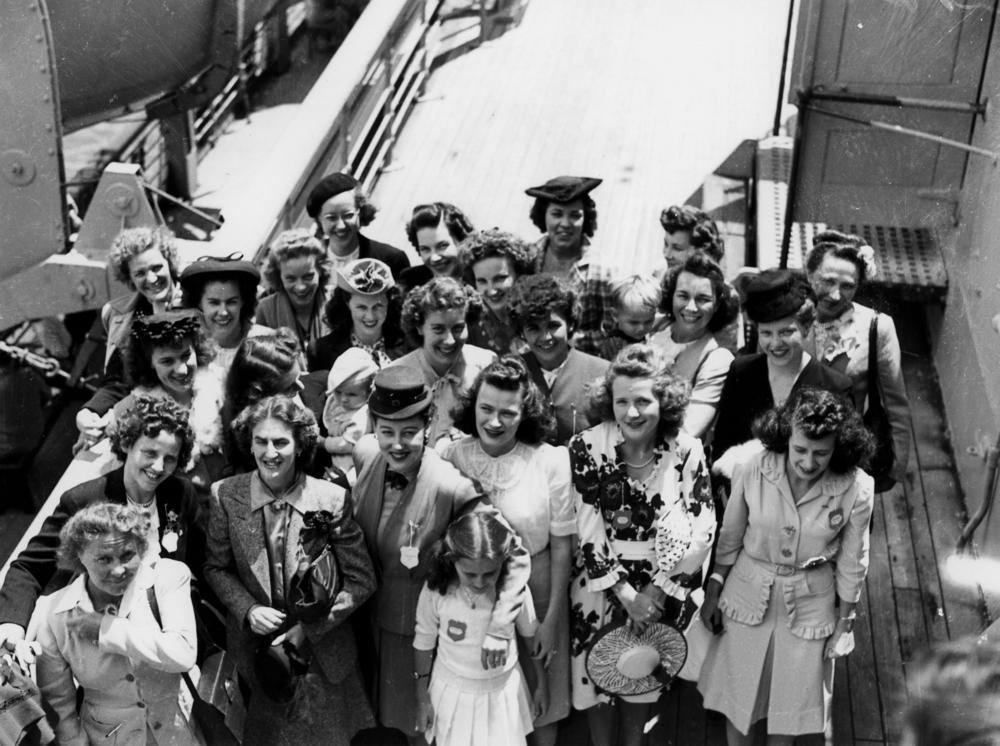
Kriegsbräute in Brisbane, 1945

Kriegsbraut bezeichnet gemäß dem Duden-Universalwörterbuch eine „junge Frau, die sich während eines Krieges verlobt oder verheiratet hat und deren Schicksal durch den Krieg durch die Kriegsereignisse beeinflusst ist“. Das Wort ist bereits im 16. Jahrhundert belegt. Im 20. Jahrhundert hat es zwei spezifische Bedeutungen angenommen: zunächst als eine Frau, die einen Mann heiratet, bevor er in den Krieg muss; später als eine Frau, die einen Militärangehörigen heiratet, der wegen eines Kriegs oder einer Besatzung in einem fremden Land ist und sie dort kennenlernt.

## Wortgeschichte
Im Deutschen Wörterbuch ist das Wort lexikalisiert mit einem Beleg aus dem 16. Jahrhundert: Johann Fischart benutzte es in seiner Geschichtklitterung in der frühneuhochdeutschen Schreibung „Krigspraut“ für Helena, deren Entführung den Trojanischen Krieg auslöste. Das Wörterbuch gibt als Bedeutung an: „braut um die gekriegt wurde“, also um die Krieg geführt wurde. In Karl Friedrich Nägelsbachs Übersetzung des Agamemnon von Äschylos (herausgegeben aus dem Nachlass 1863) ist es erneut Helena, die im selben Sinn als „die viel umstrittene Kriegsbraut“ erscheint. Eine weitere mythologische Gestalt, Lathgertha, wird 1818 in Friedrich de la Motte Fouqués Ballade Regner Lodbrog (Ragnar Lodbrok) als „Kriegsbraut“ angesprochen: „Preis Lathgerthen! Diese Kriegsbraut werde mein!“, sie ist freilich nicht nur eine Frau, um die Lodbrok kämpft, sondern selbst eine germanische Kriegerin.
Justus W. Hedemann verwendete den Begriff 1916 in seinem Vortrag „Der Krieg als Lehrmeister auf dem Gebiete des Rechts“, wo er sagte, dass im Ersten Weltkrieg die Schranke beim sechswöchigen standesamtlichen Aufgebot gefallen sei, und „der Kriegsbraut doch in einigen Fällen die Ehrenstellung einer Frau zu geben“. Im Zweiten Weltkrieg sah das damalige deutsche Eherecht Ferntrauungen und die Möglichkeit von postmortalen Trauungen vor. Die Eheschließung konnte in einer Kriegstrauung mit vereinfachten Verfahren erfolgen.
Zur Zeit des Ersten Weltkrieges meinte der englische Begriff „war brides“ (Kriegsbräute) solche Frauen, die schnell noch heirateten, kurz bevor ihre Männer in den Krieg zogen. Während des Zweiten Weltkrieges wandelte sich die Bedeutung und meinte internationale Frauen, die US-Soldaten heirateten. Ähnliches kann aber auch für andere Kriege nachgewiesen werden, z. B. den Philippinisch-Amerikanischen Krieg, den Vietnamkrieg, den Koreakrieg oder die Besetzung Japans.
Nach dem Zweiten Weltkrieg wurden in den USA zahlreiche kleinere Gesetze erlassen, wie der War Brides Act, der Displaced Persons Act oder der Refugee Relief Act. Viele amerikanische Soldaten heirateten deutsche Frauen. Bis 1949 emigrierten bis zu 20.000 Kriegsbräute in die Vereinigten Staaten.

## Rezeption

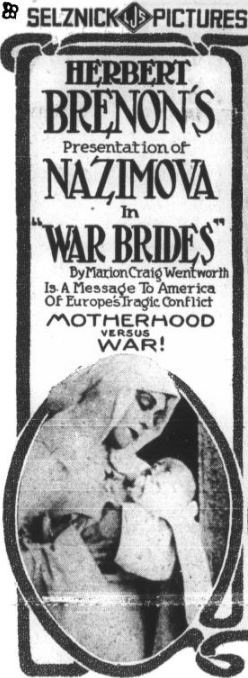
War Brides, Filmplakat, 1916

1916 spielte Alla Nazimova in dem Stummfilm „Kriegsbräute“ eine schwangere Bäuerin, die Selbstmord während des Ersten Weltkrieges begeht.
Siegfried Kracauer äußerte sich zur Kriegspropaganda im ersten Jahr des Ersten Weltkrieges mit den Worten „Müll, der vor Kriegsbräuten, wehenden Fahnen, Offizieren, [[…]] überquoll“. Klabund schrieb das Gedicht Die Kriegsbraut, wo er das ganze Elend der hinterbliebenen Braut nach dem Selbstmord des Verlobten zu Kriegszeiten beschreibt.
Giacomo Puccini verarbeitete das Thema in seiner Oper Madama Butterfly von 1904. Das Musical Miss Saigon von 1989 ist von Puccinis Madama Butterfly inspiriert.
Der Roman Die Kriegsbraut von Hedwig Courths-Mahler spielt in der Zeit des Ersten Weltkrieges und wurde 1974 verfilmt.
Basierend auf einem Artikel in der Baltimore Sun aus dem Jahr 1947 griff der Film Ich war eine männliche Kriegsbraut (1949) von Howard Hughes die Geschichte eines französischen Offiziers auf, der eine amerikanische Offizierin nach dem Zweiten Weltkrieg geheiratet hatte.